# Europa Cup (mannenhandbal) 1976/77
De European Champions Cup 1976/77 was de zeventiende editie van de hoogste handbalcompetitie voor clubs in Europa.

## Deelnemers
| Tweede ronde        | Tweede ronde             | Tweede ronde    | Tweede ronde               |
| ------------------- | ------------------------ | --------------- | -------------------------- |
| CB Calpisa Alicante | VfL Gummersbach          | Oppsal IF       | KFUM Fredericia            |
| Śląsk Wrocław       | RK Borac Banja Luka      |                 |                            |
| Eerste ronde        |                          |                 |                            |
| ROC Flémalle        | Pallamano Trieste        | CSKA Sofia      | Grasshopper                |
| HB Dudelange        | Sittardia                | Hapoël Rehovot  | Étoile rouge de Bratislava |
| Os Belenenses       | HC Birkenhead            | Vestmanna IF    | HC Bärnbach                |
| CSKA Moskou         | SC DHfK Leipzig          | Steaua Bucarest | Debreceni Dózsa            |
| FH Hafnarfjörður    | Stella Sports Saint-Maur | Ystads IF       | Sparta Helsinki            |

## Voorronde

### Eerste ronde
| Team 1                     | Score   | Team 2          | 1       | 2       |
| -------------------------- | ------- | --------------- | ------- | ------- |
| Pallamano Trieste          | 39 – 76 | Steaua Bucarest | 21 – 38 | 18 – 38 |
| ROC Flémalle               | 34 – 37 | HB Dudelange    | 18 – 18 | 16 – 19 |
| Debreceni Dózsa            | 42 – 37 | CSKA Sofia      | 23 – 16 | 19 – 21 |
| Étoile rouge de Bratislava | 46 – 13 | HC Bärnbach     | 30 – 09 | 16 – 04 |
| Stella Sports Saint-Maur   | 27 – 38 | Grasshopper     | 12 – 18 | 15 – 20 |
| FH Hafnarfjörður           | 53 – 33 | Vestmanna IF    | 28 – 13 | 25 – 20 |
| Os Belenenses              | 33 – 49 | Hapoël Rehovot  | 16 – 30 | 17 – 19 |
| Sittardia                  | 77 – 17 | HC Birkenhead   | 38 – 05 | 39 – 12 |
| Ystads IF                  | 42 – 29 | Sparta Helsinki | 25 – 14 | 17 – 15 |
| CSKA Moskou                | 42 – 36 | SC DHfK Leipzig | 21 – 17 | 21 – 19 |

### Tweede ronde
| Team 1                     | Score   | Team 2          | 1       | 2       |
| -------------------------- | ------- | --------------- | ------- | ------- |
| HB Dudelange               | 28 – 63 | Steaua Bucarest | 11 – 28 | 17 – 35 |
| CB Calpisa Alicante        | 32 – 19 | Oppsal IF       | 14 – 07 | 18 – 12 |
| Debreceni Dózsa            | 45 – 62 | KFUM Fredericia | 28 – 31 | 17 – 31 |
| Étoile rouge de Bratislava | 45 – 31 | Grasshopper     | 25 – 19 | 20 – 12 |
| FH Hafnarfjörður           | 38 – 44 | Śląsk Wrocław   | 20 – 22 | 18 – 22 |
| VfL Gummersbach            | 42 – 33 | Hapoël Rehovot  | 25 – 15 | 17 – 18 |
| Sittardia                  | 31 – 54 | Ystads IF       | 17 – 34 | 14 – 20 |
| RK Borac Banja Luka        | 39 – 47 | CSKA Moskou     | 23 – 26 | 16 – 21 |

## Hoofdronde

### Kwartfinale
| Team 1          | Score   | Team 2                     | 1       | 2       |
| --------------- | ------- | -------------------------- | ------- | ------- |
| Steaua Bucarest | 40 – 39 | CB Calpisa Alicante        | 22 – 19 | 18 – 20 |
| KFUM Fredericia | 50 – 40 | Étoile rouge de Bratislava | 25 – 17 | 25 – 23 |
| VfL Gummersbach | 39 – 34 | Śląsk Wrocław              | 16 – 14 | 23 – 20 |
| CSKA Moskou     | 46 – 33 | Ystads IF                  | 26 – 19 | 20 – 14 |

### Halve finale
| Team 1          | Score   | Team 2          | 1       | 2       |
| --------------- | ------- | --------------- | ------- | ------- |
| Steaua Bucarest | 48 – 41 | KFUM Fredericia | 29 – 22 | 19 – 19 |
| VfL Gummersbach | 34 – 35 | CSKA Moskou     | 18 – 20 | 16 – 15 |

### Finale
| Datum         | Team 1          | Score   | Team 2      | Locatie                  |
| ------------- | --------------- | ------- | ----------- | ------------------------ |
| 22 april 1977 | Steaua Bucarest | 21 – 20 | CSKA Moskou | Glaspalast, Sindelfingen |

|                 |
|                 |
| Steaua Bucarest |
| 3de titel       |